# Leuctra clerguae
Leuctra clerguae är en bäcksländeart som beskrevs av Vinçon och Isabel Pardo 1994. Leuctra clerguae ingår i släktet Leuctra och familjen smalbäcksländor. Inga underarter finns listade i Catalogue of Life.